# إيشيل يوجيسوي
إيشيل يوجيسوي (بالتركية: Işıl Yücesoy)‏ هي ممثلة تركية ولدت في يوم 2 تشرين الأول 1945 في مدينة إسطنبول في تركيا، مثلت في عدة مسلسلات منها مسلسل إكليل الورد في 2004 ومثلت دور ندرت في مسلسل العشق الأسود في 2014.

## روابط خارجية
- إيشيل يوجيسوي على موقع IMDb (الإنجليزية)
- إيشيل يوجيسوي على موقع ألو سيني (الفرنسية)
- إيشيل يوجيسوي على موقع ميوزك برينز (الإنجليزية)
- إيشيل يوجيسوي على موقع ديسكوغز (الإنجليزية)
- إيشيل يوجيسوي على موقع قاعدة بيانات الفيلم (الإنجليزية)
- إيشيل يوجيسوي على موقع كينوبويسك (الروسية)